# Saison 10 de Friends
Chronologie
Saison 9
Cet article présente les épisodes de la dixième et dernière saison de la série télévisée américaine Friends.

## Intrigue
La relation entre Rachel et Joey se révèle être un échec, les poussant à ne rester qu'amis. Charlie retourne auprès de son ex-copain, de qui Ross espérait obtenir une bourse d'études scientifiques.
Monica et Chandler décident d'adopter et rencontrent Erica, une jeune fille enceinte mais qui ne peut garder son enfant. Ils décident de déménager en dehors de la ville pour élever leur enfant dans un cadre de vie plus calme et plus spacieux sans le dire à leurs amis, mais ceux-ci le découvriront un peu après.
Phoebe se marie avec Mike après de nombreuses demandes en mariages et annonce dans le dernier épisode son intention d'avoir un enfant.
Rachel se fait virer de son travail, et accepte une proposition pour aller travailler à Paris. Ross lui avoue son amour et la supplie de rester.
Dans le dernier épisode, Erica accouche de jumeaux (un garçon et une fille), que Monica et Chandler adoptent. Mais elle croyait qu'elle n'aurait qu'un enfant et pas deux. Rachel embarque dans l'avion pour la France, mais se ravise au dernier moment et prend finalement la décision de rester à New York pour faire sa vie avec Ross. La série se finit sur le déménagement de Monica et Chandler, dans une scène où les six amis réunis rendent tous les clés de l'appartement et se promettent de rester amis pour la vie.

## Épisodes

### Épisode 1:Celui qui n’arrivait pas à se confier
- États-Unis /  Canada : 25 septembre 2003 sur NBC / Global
- France : 6 janvier 2004 sur Jimmy, puis le 20 décembre 2004 sur France 2

- États-Unis : 24,54 millions de téléspectateurs[1]
- Canada : 2,281 millions de téléspectateurs[2]

- Paul Rudd (Mike)
- Aisha Tyler (Charlie)
- Anne Dudek (Precieuse)

### Épisode 2:Celui qui allait très bien
- États-Unis /  Canada : 2 octobre 2003
- France : 6 janvier 2004 sur Jimmy, puis le 20 décembre 2004 sur France 2

- États-Unis : 22,38 millions de téléspectateurs[1]
- Canada : 1,913 million de téléspectateurs[3]

- Giovanni Ribisi (Frank Jr)
- Aisha Tyler (Charlie)
- Daryl Sabara (Owen)
- Jim Meskimen (Bill)
- Allisyn Ashley Arm (Leslie Buffay)

### Épisode 3:Celui qui avait décidé de bronzer
- États-Unis /  Canada : 9 octobre 2003
- France : 20 avril 2004 sur Jimmy, puis le 21 décembre 2004 sur France 2

- États-Unis : 21,87 millions de téléspectateurs[1]
- Canada : 1,665 million de téléspectateurs[4]

Jennifer Coolidge (Amanda)

### Épisode 4:Celui qui transformait le gâteau d’anniversaire
- États-Unis /  Canada : 23 octobre 2003
- France : 20 avril 2004 sur Jimmy, puis le 21 décembre 2004 sur France 2

- États-Unis : 18,77 millions de téléspectateurs[1]
- Canada : 1,964 million de téléspectateurs[5]

- Elliott Gould (Jack Geller)
- June Gable (Estelle)
- Christina Pickles (Judy Geller)

### Épisode 5:Celui qui écrivait une lettre de recommandation
- États-Unis /  Canada : 30 octobre 2003
- France : 27 avril 2004 sur Jimmy, puis le 22 décembre 2004 sur France 2

- États-Unis : 19,37 millions de téléspectateurs[1]
- Canada : 1,805 million de téléspectateurs[6]

- Christina Applegate (Amy Green)
- Paul Rudd (Mike Hannigan)
- Aisha Tyler (Charlie Wheeler)

### Épisode 6:Celui qui a failli avoir la subvention
- États-Unis /  Canada : 6 novembre 2003
- France : 27 avril 2004 sur Jimmy, puis le 23 décembre 2004 sur France 2

- États-Unis : 20,38 millions de téléspectateurs[1]
- Canada : 1,741 million de téléspectateurs[7]

- Greg Kinnear (Benjamin Hobart)
- Aisha Tyler (Charlie)

### Épisode 7:Celui qui bluffait l'assistante sociale
- États-Unis /  Canada : 13 novembre 2003
- France : 4 mai 2004 sur Jimmy, puis le 23 décembre 2004 sur France 2

- États-Unis : 20,21 millions de téléspectateurs[1]
- Canada : 1,968 million de téléspectateurs[8]

- Paul Rudd (Mike)
- Maria Pitillo (Laura)

### Épisode 8:Celui qui ratait Thanksgiving
- États-Unis /  Canada : 20 novembre 2003
- France : 4 mai 2004 sur Jimmy, puis le 23 décembre 2004 sur France 2

- États-Unis : 20,66 millions de téléspectateurs[1]
- Canada : 1,868 million de téléspectateurs[9]

### Épisode 9:Celui qui rencontrait la mère biologique
- États-Unis /  Canada : 8 janvier 2004
- France : 11 mai 2004 sur Jimmy, puis le 24 décembre 2004 sur France 2

- États-Unis : 25,49 millions de téléspectateurs[1]
- Canada : 2,297 millions de téléspectateurs[10]

- Anna Faris (Erica)
- Annie Parisse (Sarah)

### Épisode 10:Celui qui se faisait coincer
- États-Unis /  Canada : 15 janvier 2004
- France : 11 mai 2004 sur Jimmy, puis le 24 décembre 2004 sur France 2

- États-Unis : 26,68 millions de téléspectateurs[1]
- Canada : 2,534 millions de téléspectateurs[11]

### Épisode 11:Celui qui trahissait le pacte
- États-Unis /  Canada : 5 février 2004
- France : 18 mai 2004 sur Jimmy, puis le 27 décembre 2004 sur France 2

- États-Unis : 24,91 millions de téléspectateurs[1]
- Canada : 2,355 millions de téléspectateurs[12]

- Ellen Pompeo (Missy Golberg)
- Danny DeVito (le strip-teaser)
- Donny Osmond dans son propre rôle
- Gregory Jbara (Gene)

### Épisode 12:Celui qui jouait le rôle du père
- États-Unis /  Canada : 12 février 2004
- France : 18 mai 2004 sur Jimmy, puis le 27 décembre 2004 sur France 2

- États-Unis : 25,9 millions de téléspectateurs[1]
- Canada : 1,825 million de téléspectateurs[13]

- Paul Rudd (Mike)
- Gregory Itzin (M. Hannigan)
- Cristine Rose (Mme Hannigan)

### Épisode 13:Celui qui baragouinait
- États-Unis /  Canada : 19 février 2004
- France : 25 mai 2004 sur Jimmy, puis le 28 décembre 2004 sur France 2

- États-Unis : 24,27 millions de téléspectateurs[1]
- Canada : 1,884 million de téléspectateurs[14]

Anna Faris (Erica)

### Épisode 14:Celui qui n'aimait pas la maison
- États-Unis /  Canada : 26 février 2004
- France : 25 mai 2004 sur Jimmy, puis le 28 décembre 2004 sur France 2

- États-Unis : 22,83 millions de téléspectateurs[1]
- Canada : 1,75 million de téléspectateurs[15]

- Paul Rudd (Mike)
- Dakota Fanning (Mackenzie)
- Brent Spiner (James Campbell)
- Craig Robinson (The Clerk)

### Épisode 15:Celui qui faisait tout pour retenir Rachel
- États-Unis /  Canada : 22 avril 2004
- France : 1er juin 2004 sur Jimmy, puis le 29 décembre 2004 sur France 2

- États-Unis : 22,64 millions de téléspectateurs[1]
- Canada : 1,482 million de téléspectateurs[16]

- Jane Lynch (Ellen)
- Maggie Wheeler (Janice)

### Épisode 16:Celui qui n'avait pas droit aux adieux
- États-Unis /  Canada : 29 avril 2004
- France : 1er juin 2004 sur Jimmy, puis le 29 décembre 2004 sur France 2

- États-Unis : 24,51 millions de téléspectateurs[1]
- Canada : 1,889 million de téléspectateurs[17]

Anna Faris (Erika)

### Épisode 17:Ceux qui s'en allaient(1/2)
- États-Unis /  Canada : 6 mai 2004
- France : 8 juin 2004 sur Jimmy, puis le 30 décembre 2004 sur France 2

- États-Unis : 52,46 millions de téléspectateurs[1]
- Canada : 5,159 millions de téléspectateurs[18]

### Épisode 18:Ceux qui s'en allaient(2/2)
- États-Unis /  Canada : 6 mai 2004
- France : 8 juin 2004 sur Jimmy, puis le 30 décembre 2004 sur France 2

- États-Unis : 52,46 millions de téléspectateurs[1]
- Canada : 5,159 millions de téléspectateurs[18]

- Paul Rudd (Mike)
- Anna Faris (Erica)
- John Rubinstein (le médecin)

Chandler et Joey veulent délivrer le canard et le poussin coincés dans le baby-foot mais n’osent pas le détruire, c’est finalement Monica qui s’en charge à main nue. Dans l’avion Rachel reçoit l’appel de Phoebe qui lui dit qu’il va y avoir un problème sur l’avion et tous les passagers effrayés quittent l’appareil. Joey et Chandler ont récupéré le canard et le poussin. Chandler explique à Joey qu’il peut les garder. Au moment où Rachel va reprendre l’avion, Ross la rattrape et lui dit qu’il l’aime. Rachel part tout de même dans son avion. Monica et Chandler ont fini les cartons. Ross se retrouve seul chez lui et écoute sur son répondeur un message de Rachel. Finalement elle n’est pas partie et les deux se retrouvent. 